# 帕图利
帕图利（Patuli），是印度西孟加拉邦Barddhaman县的一个城镇。总人口4451（2001年）。

## 人口
该地2001年总人口4451人，其中男性2258人，女性2193人；0—6岁人口456人，其中男221人，女235人；识字率64.39%，其中男性为69.04%，女性为59.60%。